# Nico Rijnders
Nico Rijnders (Breda, 30 luglio 1947 – Bruges, 16 marzo 1976) è stato un calciatore olandese.

## Carriera

### Club
Inizia la carriera nelle giovanili del NAC Breda, club della sua città; dopo due stagioni in prima squadra si trasferisce al Go Ahead Eagles per una stagione. Nel 1969 approda all'Ajax, contribuendo alla vittoria dell'Eredivisie, di due edizioni della KNVB beker e della Coppa dei Campioni 1970-1971. Nella stagione successiva passa per un anno ai belgi del Molenbeek, mentre nel 1972 si trasferisce al Club Bruges. Il 12 novembre dello stesso anno ha un collasso in campo, nel corso della sfida col Liegi, ed è costretto ad interrompere in seguito la carriera a causa di una cardiopatia congenita.
Muore il 16 marzo 1976, a 28 anni.

### Nazionale
Gioca 8 partite con la Nazionale olandese, dal 1969 al 1970.

## Palmarès

### Competizioni nazionali
- Campionato olandese: 1

Ajax: 1969-1970
- Coppa dei Paesi Bassi: 2

Ajax: 1970, 1971

### Competizioni internazionali
- Coppa dei Campioni: 1

Ajax: 1970-1971